# サマーナイトファイヤーフェスティバル
サマーナイトファイヤーフェスティバル、または諏訪湖サマーナイト花火は、長野県諏訪市の諏訪湖で毎年概ね7月下旬～9月第1金曜日まで毎晩音楽に合わせて打ち上げられる花火大会。ただし8月15日は諏訪湖祭湖上花火大会が行われるため実施されない。
また、9月第1日曜日のフィナーレでは規模も大きく打ち上げられる。
2020年から3年連続諏訪湖祭湖上花火大会と全国新作花火競技大会が中止となったが、2022年諏訪湖サマーナイト花火は開催を決定した｡
- 期間:7月24日（日）から7月31日（日）、および8月16日（火）から8月27日（土）※8月1日から8月15日は諏訪湖祭The Legacyを開催。
- 時間:毎晩20時30分から約10分間、1日500発を打ち上げる予定[1]。